# Aspitates aluma
Aspitates aluma là một loài bướm đêm trong họ Geometridae.